# Estadio Juan Carlos Oblitas
El Estadio Juan Carlos Oblitas es un recinto deportivo ubicado en la ciudad de Mollendo, en la Provincia de Islay, departamento de Arequipa, Perú. Se sitúa en la cuadra 15 de la Avenida Mariscal Castilla, y es administrado por la Municipalidad Provincial de Islay.

## Historia
El estadio fue construido por la municipalidad local como un recinto deportivo de uso múltiple, sirviendo principalmente como sede para partidos de fútbol, pero también utilizado para otras actividades deportivas y eventos cívicos de la comuna mollendina.
En noviembre de 2015, el estadio fue reinaugurado tras un proceso de remodelación y ampliación, que incrementó su capacidad a 5 000 espectadores. La obra incluyó la instalación de un césped artificial de última generación, una pista atlética reglamentaria, 1 500 butacas en la tribuna occidente y cuatro torres de iluminación con tecnología moderna, apta para transmisiones nocturnas.

## Cambio de nombre
En una sesión del concejo de la Municipalidad Provincial de Islay, se aprobó por mayoría (ocho votos a favor y uno en contra) el cambio de denominación del estadio, que pasó a llamarse oficialmente Estadio Juan Carlos Oblitas en honor al reconocido futbolista mollendino y exseleccionado nacional Juan Carlos Oblitas Saba.
Junto con el cambio de nombre, se propuso la creación de una galería con los nombres más destacados de Mollendo en diversas disciplinas.

## Clubes locales
En el estadio disputan sus partidos como locales varios clubes tradicionales de Mollendo, entre ellos:
- Atlético Mollendo
- Nacional FBC
- Inclán Sport Club

## Instalaciones
- Césped artificial importado, de alta calidad.
- Pista atlética para actividades de atletismo conforme a normativas internacionales.
- Tribuna occidente con 1 500 butacas instaladas.
- Sistema de iluminación nocturna con cuatro torres modernas.